# Marc Cabanes de Puymisson
Pour les articles homonymes, voir Cabanes.
Marc Cabanes de Puymisson, né le 15 février 1760 à Montpellier et mort le 2 décembre 1821 à Paris, est un général français de la Révolution et de l’Empire.

## Biographie
Cabanes de Puymisson entre le 26 juin 1791, comme sous-lieutenant dans le 3e régiment d'infanterie, ci-devant Piémont, et fait les campagnes de 1792 à l'an V à l'armée du Rhin. Le 6 janvier 1793, il se distingue à l'affaire en avant de Cassel, est cité honorablement dans le rapport du général Beauharnais, et obtient le 24 floréal an II, le grade de chef de bataillon du 15e bataillon bis d'infanterie légère, qui concourt à former la 7e demi-brigade, devenue 3e régiment de la même arme. 
À Kammlach en Souabe, le 26 thermidor an IV, il commande les avant-postes de l'aile droite. Éloigné de tout secours et n'ayant avec lui que cinq compagnies, il est attaqué à onze heures et demie du soir par une colonne de six mille émigrés de l'armée de Condé, ayant en tête le corps des chasseurs nobles, commandé par le duc d'Enghien en personne. Il soutient le choc, et combat sans se laisser entamer jusqu'à six heures du matin. À ce moment arrivent des renforts, et l'ennemi se retire laissant huit cents hommes sur le champ de bataille. Le 9 frimaire an V, il commande le bataillon de garde au flanc droit de la tête du pont de Huningue lors de l'assaut livré par les Autrichiens. Il repousse leurs efforts, et les chasse de la demi-lune dont ils s'étaient emparés.
Passé en l'an VI à l'armée d'Angleterre, puis à celle des côtes de l'Océan, et envoyé en l'an VII en Italie, il se fait constamment remarquer. Le 1er jour complémentaire an VII, à la tête de quatre compagnies il dispute le passage du pont de Savillan à une colonne de 8 000 hommes dont il arrête la marche depuis une heure de l'après-midi jusqu'à huit heures du soir. Oublié à ce poste, il ne commande la retraite qu'après avoir épuisé douze barils de cartouches autrichiennes dont il s'est emparé la veille. Enveloppé par des forces supérieures, il demeure prisonnier avec 130 hommes restant de sa troupe. Sa résistance opiniâtre sauve l'arrière-garde de l'armée.
Échangé le 19 ventôse an IX, et promu major du 1er régiment d'infanterie légère le 30 frimaire an XII, il est employé au grand quartier-général des côtes de l'Océan, près du major-général Louis-Alexandre Berthier le 12 pluviôse suivant, et nommé membre de la Légion d'honneur le 4 germinal de la même année. Attaché au 28e léger le 23 prairial, il reste cependant auprès du major-général.
Appelé le 26 ventose an VIII au commandement du 4e régiment de la division de grenadiers de réserve placée sous les ordres du général Oudinot, il fait à la tête de ce corps d'élite les campagnes de l'an XIV à la Grande Armée. À Wertingen le 6 vendémiaire an XIV, il se signale par une charge audacieuse sous la mitraille de l'ennemi. Le 13 brumaire, à Amstetten, son régiment et le 3e de la même division soutiennent seuls le choc de vingt-six bataillons russes, et les repoussent avec des pertes considérables. À Hollubrün le 25, il a un cheval tué sous lui, reçoit un coup de feu à la jambe gauche, et contribue au succès de la journée. Enfin à Austerlitz son régiment de grenadiers, le seul engagé de la division Oudinot, se couvre de gloire dans une attaque sur la droite vers la fin du jour.
Colonel du 17e régiment d'infanterie légère le 6 nivôse suivant, il fait les guerres de 1806 et 1807 avec la Grande Armée en Prusse et en Pologne. Il se distingue aux affaires de Cela, en avant d'Iéna, de Prentzlow, d'Ostrolenka et du camp de Borky. Il est nommé officier de la Légion d'honneur le 14 mai 1807, et créé baron de l'Empire par décret du 19 mars 1808.
Passé à l'armée d'Espagne, il reçoit le 29 mars 1809, devant Oporto, un coup de biscaïen qui lui fracasse deux doigts de la main gauche et lui traverse le flanc droit. Général de brigade le 18 février 1810, et attaché au gouvernement de la Catalogne, il obtient l'autorisaiion de rentrer en France le 28 juin 1813, et le 2 novembre suivant il sert dans la 27e division militaire.
Chevalier de Saint-Louis le 20 août 1814, il prend le commandement de l'arrondissement de Lorient le 31 du même mois. Nommé au commandement du département de l'Oise le 8 juin 1815, il obtient sa retraite le 9 septembre suivant. Il est mort le 2 décembre 1821.

## État de service
- 27 décembre 1805 : colonel du 17e régiment d'infanterie légère
- 18 février 1810 : général de brigade

## Décorations, titres, honneurs,...
- 14 mai 1807 : Officier de la Légion d'honneur
- 19 mars 1808 : Baron de l'Empire

## Armoiries
| Figure | Blasonnement |
|        | Armes du baron Cabanes de Puymisson et de l'Empire (décret du 19 mars 1808, lettres patentes du 2 juillet 1808 (Bayonne)). D'azur ; à la licorne furieuse, rampante, et contournée d'argent; quartier des barons militaires brochant sur le tout., (Ce blasonnement est très contestable, furieux s'appliquant aux bovidés et contradictoire avec "rampant". La licorne est probablement "en défense") Livrées : bleu, jaune, blanc. |